# Ralf Falkenmayer
Ralf Falkenmayer (Frankfurt am Main, 1963. február 11. –) nyugatnémet válogatott német labdarúgó, középpályás.

## Pályafutása

### Klubcsapatban
1968-ban az SV Niederursel csapatában kezdte a labdarúgást, majd 1979-ben az Eintracht Frankfurt korosztályos csapatában folytatta, ahol 1980-ban mutatkozott be az első csapatban. 1981-ben tagja volt a nyugatnémet kupa-győztes együttesnek. 1987 és 1989 között a Bayer Leverkusen labdarúgója volt, ahol 1987–88-ban UEFA-kupát nyert a csapattal. 1989-ben visszatért az Eintracht Frankfurthoz, ahol újabb hét idényen át szerepelt. A frankfurti csapatban összesen 337 bajnoki mérkőzésen szerepelt és 30 gólt szerzett. 1996 és 1998 között az Eintracht Trier játékosa volt, majd visszatért nevelőegyesületéhez az SV Niederurselhez, ahol 2007-ben 44 évesen fejezte be az aktív labdarúgást.

### A válogatottban
1982 és 1986 között 16 alkalommal szerepelt az U21-es válogatottban. 1984-ben egyszeres olimpiai válogatott volt. 1984 és 1986 között négy alkalommal játszott a nyugatnémet válogatottban. Részt vett az 1984-es franciaországi Európa-bajnokságon.

## Sikerei, díjai
Eintracht Frankfurt
- Nyugatnémet kupa (DFB-Pokal)
  - győztes: 1981

 Bayer Leverkusen
- UEFA-kupa
  - győztes: 1987–88